# Karim Boudjema (médecin)
Pour les articles homonymes, voir Karim Boudjema (homonymie) et Boudjema.
Karim Boudjema, né le 31 août 1957 à Taher en Algérie, est un chirurgien franco-algérien.

## Biographie

### Carrière
La greffe auxiliaire du foie est une première mondiale dans les années 1990 qui vaudra à Karim Boudjema de publier son expérience dans The Lancet.
Il est élu « Breton de l'année » en 1999,,.
Au CHU de Rennes, il collabore avec les hôpitaux de la région Ouest pour faire la promotion de la chirurgie du foie et de la transplantation. et il collabore en 2007 avec le CHU de Nantes pour réaliser une triple greffe cœur-poumon-foie chez une jeune femme de 18 ans atteinte de mucoviscidose.
En 2007, il est le président du comité de soutien de Nicolas Sarkozy en Ille-et-Vilaine il veut incarner une droite modérée, ouverte et tolérante, au sein de l'UMP. Il jouera d'ailleurs la carte de l'ouverture et de la diversité en se présentant en tête de liste en 2008 aux élections municipales à Rennes,. Karim Boudjema se dit à l'époque plutôt "soutenu" par l'UMP sans en être adhérent.
En novembre 2012, son équipe et lui-même opèrent une femme âgée de 64 ans, atteinte d'un cancer du foie théoriquement inopérable, qui ne lui laissait plus que quelques mois à vivre. Il s'agissait d'une opération ex-vivo pendant laquelle le foie était retiré de l'abdomen pour être opéré en dehors du corps, avant d'être réimplanté dans la cavité abdominale.
Il participe entre 2003 et 2010 à la réalisation d'une quarantaine de greffes de foie à l'hôpital Mustapha Pacha d'Alger et en continuant de former les équipes chirurgicales algériennes à ses méthodes, notamment celle de la de greffe auxiliaire hépatique,.
En 2013, il est promut officier de l'ordre national du Mérite.
En 2015, il cofonde le fonds Nominoë, regroupant une trentaine d’entreprises et une cinquantaine d’anonymes ont rejoint le fonds Nominoë - CHU de Rennes. Leur engagement financier a déjà permis de récolter 1,5 million d’euros. Le but est d'améliorer l’accueil des familles d’enfants hospitalisés et de créer une biobanque, une bibliothèque où seront conservés des milliers d’échantillons de tissus présentant un intérêt pour la recherche,,.
En 2023, il réalise des opérations en Algérie. La même année, il est invité par le Rotary Club de Rennes pour une conférence.